# Березовий гай (ландшафтний заказник, Миргород)
Бере́зовий гай — ландшафтний парк, урочище, ландшафтний заказник місцевого значення в Україні, в межах міста Миргорода Полтавської області.
Площа 63,9 га. Створений у 1999 році.
Розташований у північній частині міста. З південного заходу, заходу та півночі обмежений річкою Хорол, до південно-східної частини прилягає став. Охороняється мальовничий лісовий масив (лісопарк) з луками і прибережною (заплавною) рослинністю. З деревних насаджень переважають береза (звідси й назва), сосна, дуб, липа, клен.
Парк облаштований пішохідними доріжками, альтанками, лавками. Використовується як відпочинкова зона миргородських курортів і санаторіїв.

## Галерея

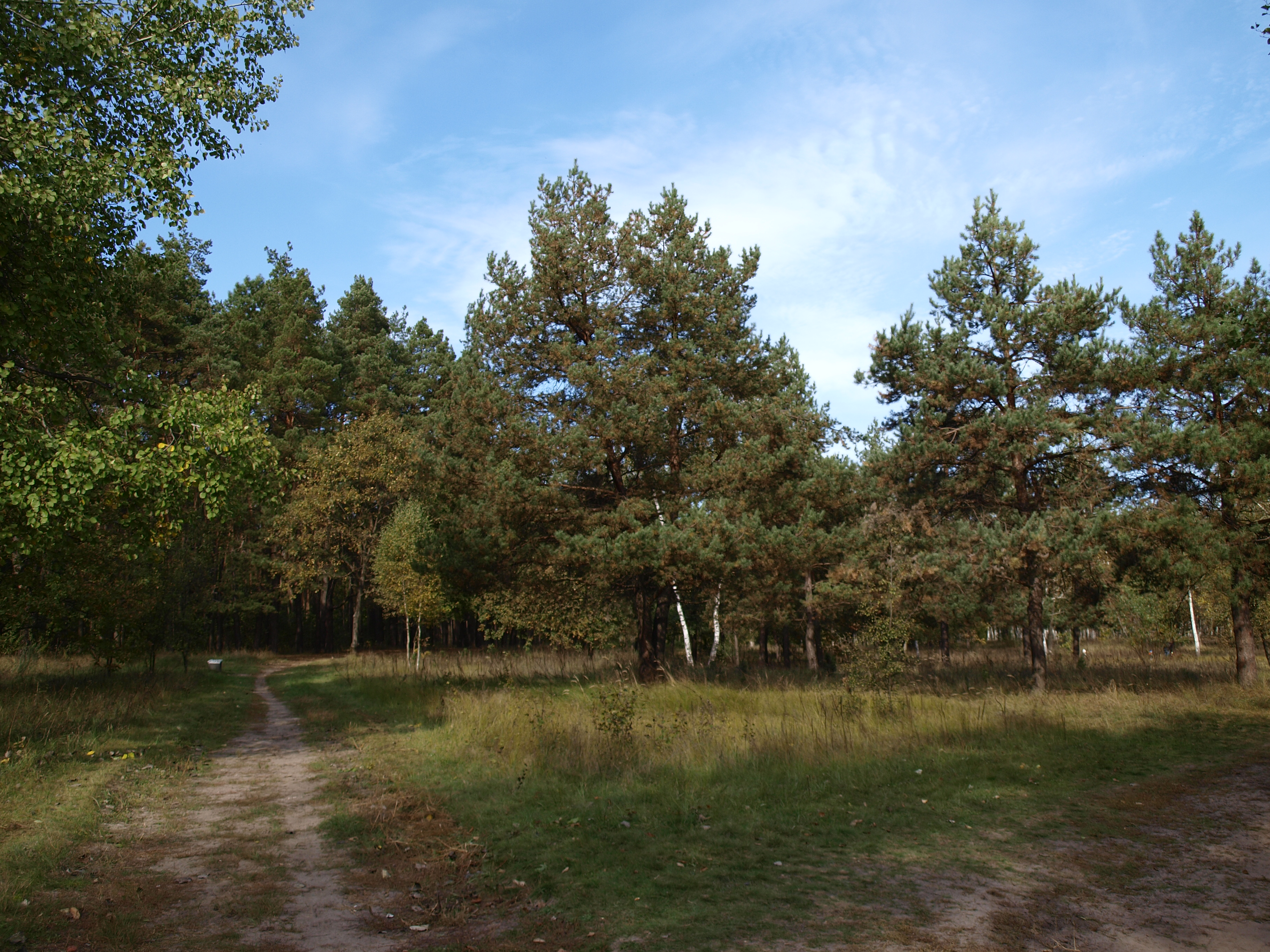
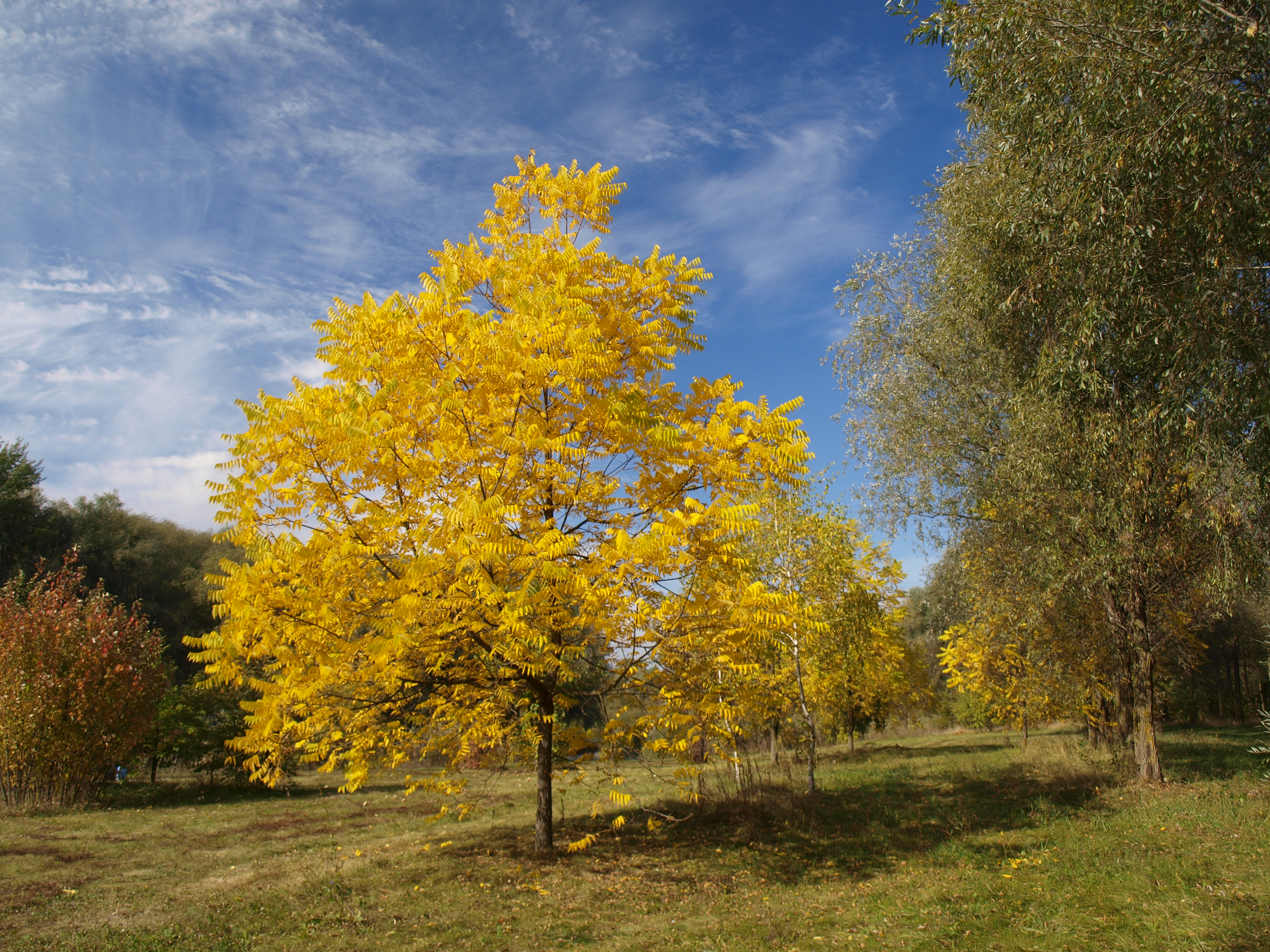
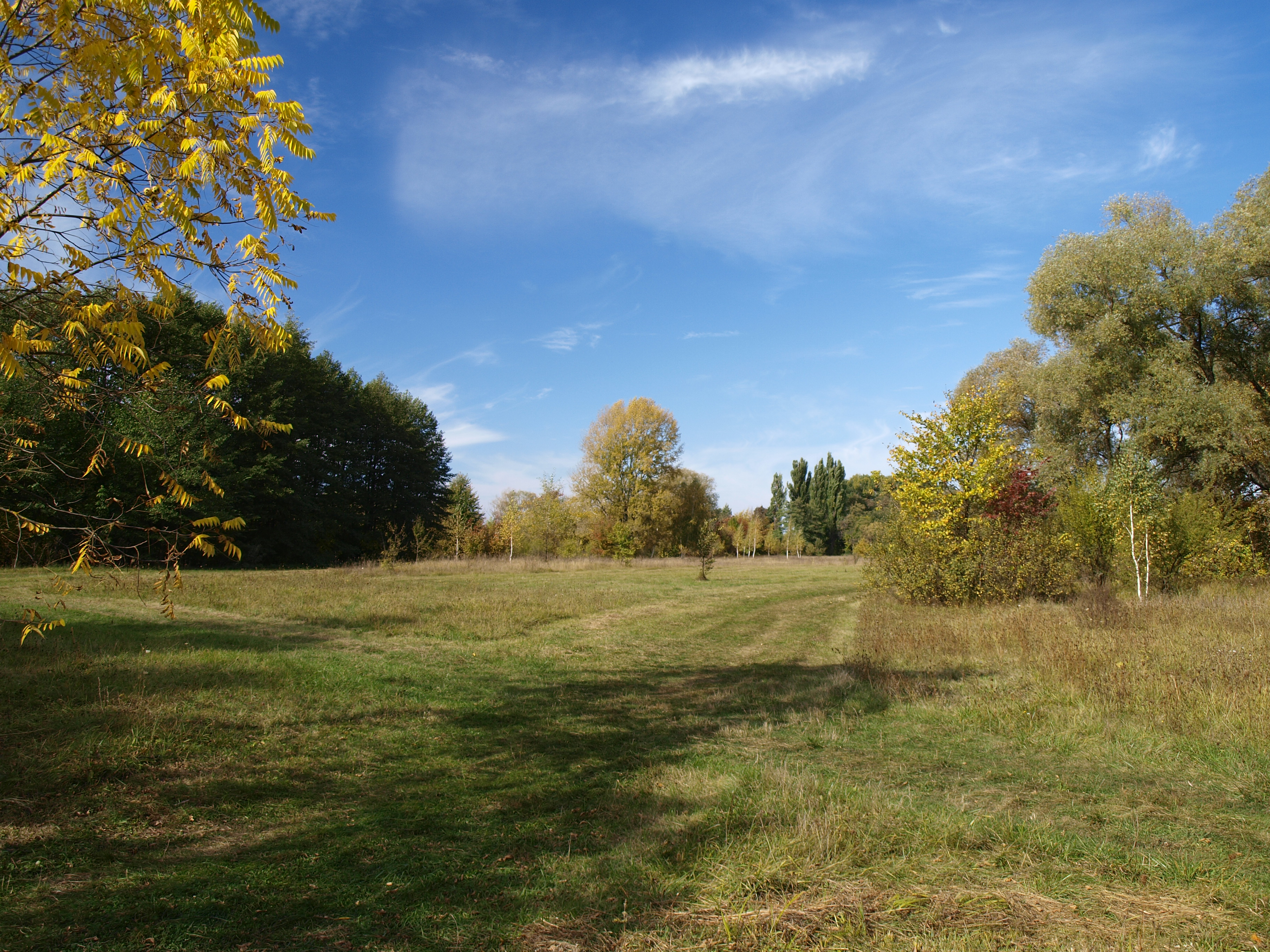
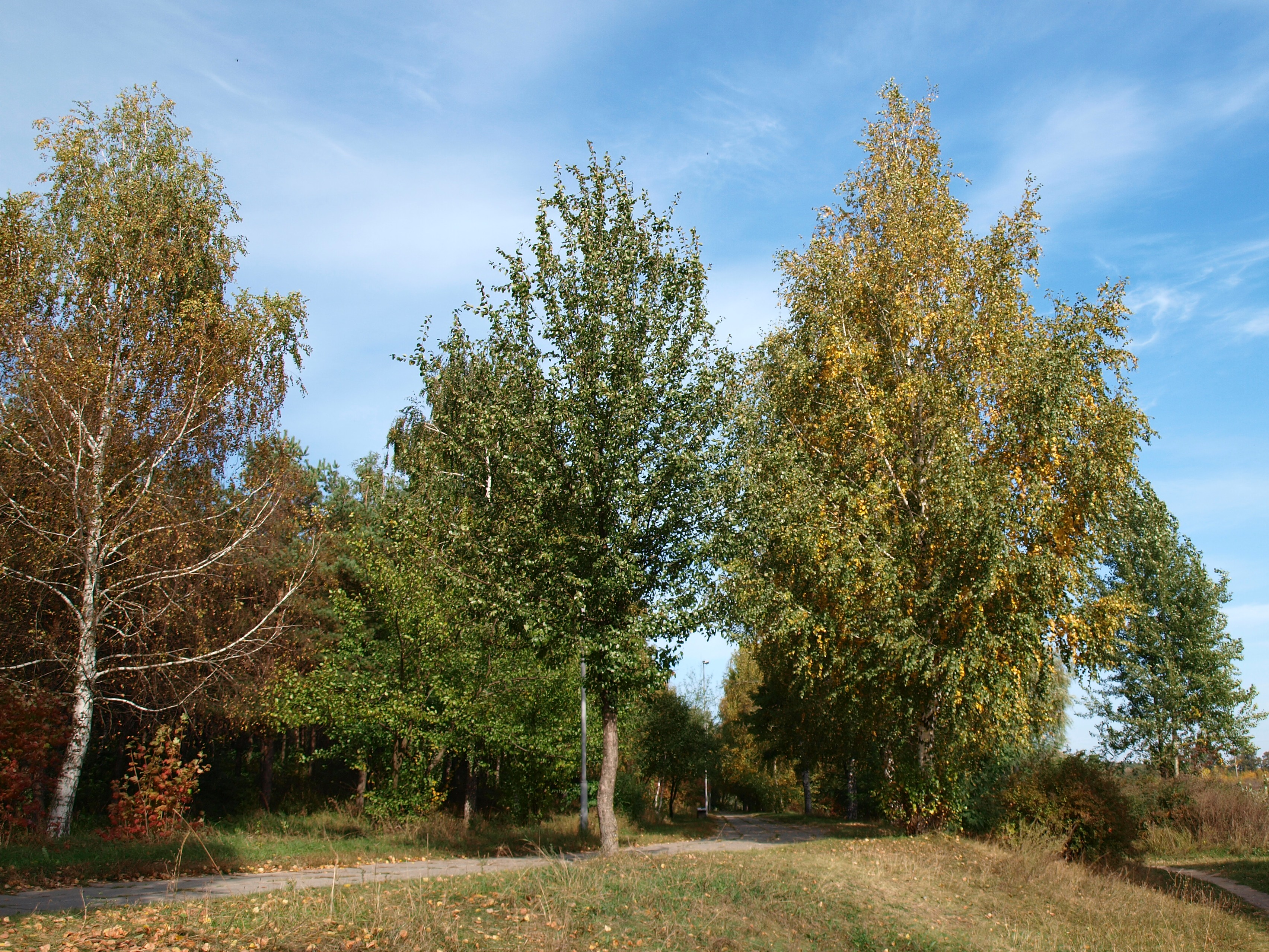
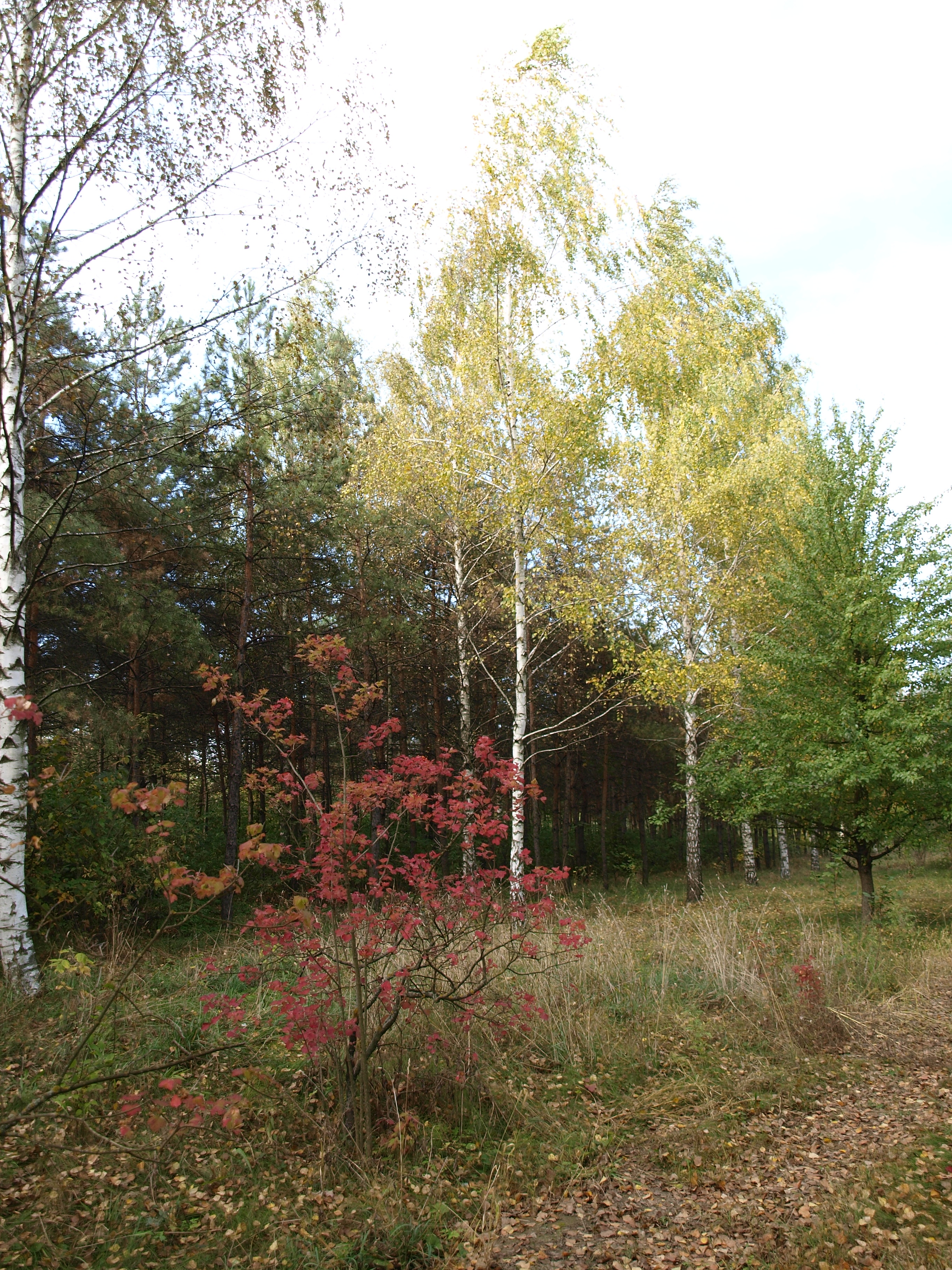
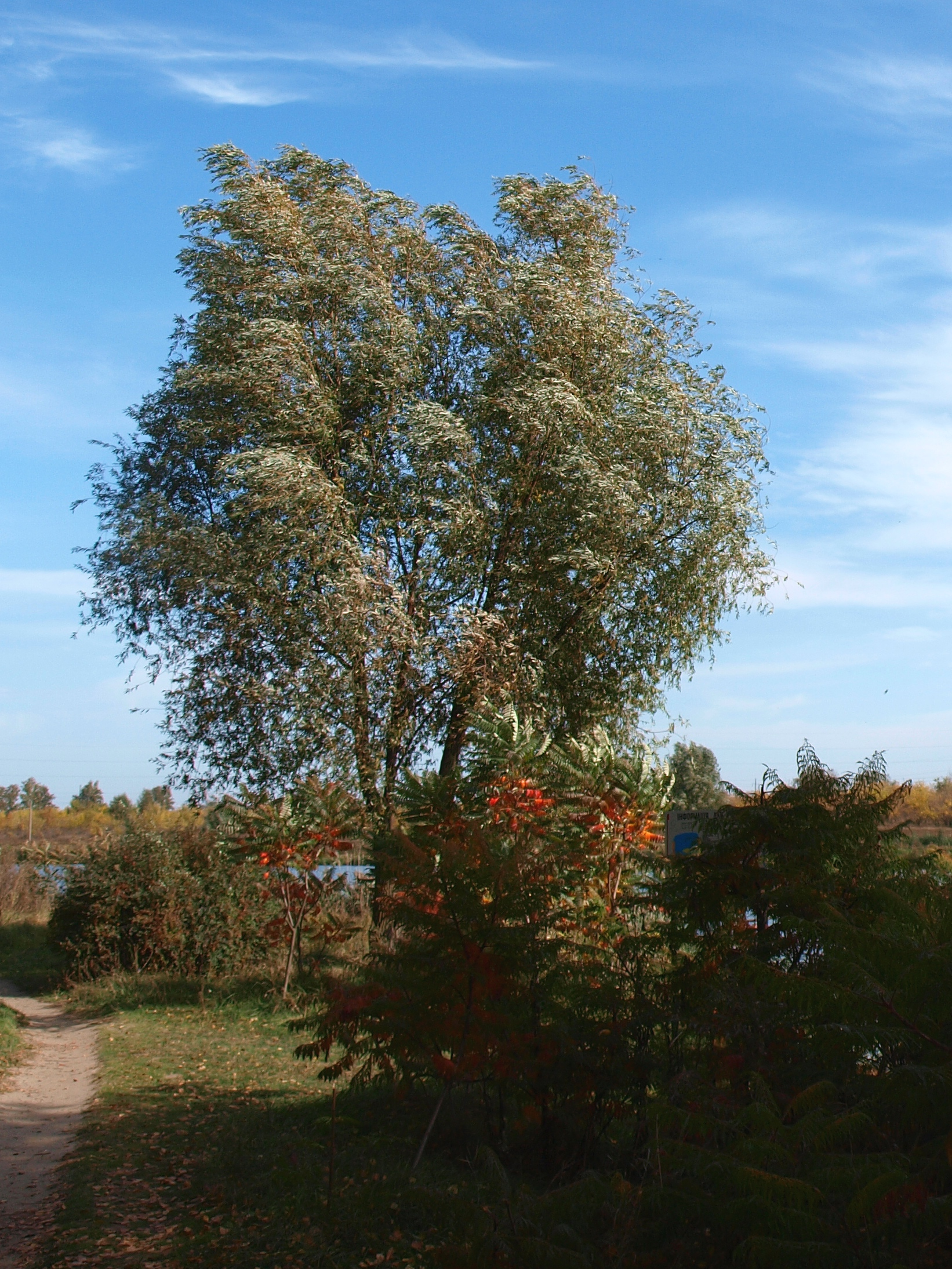
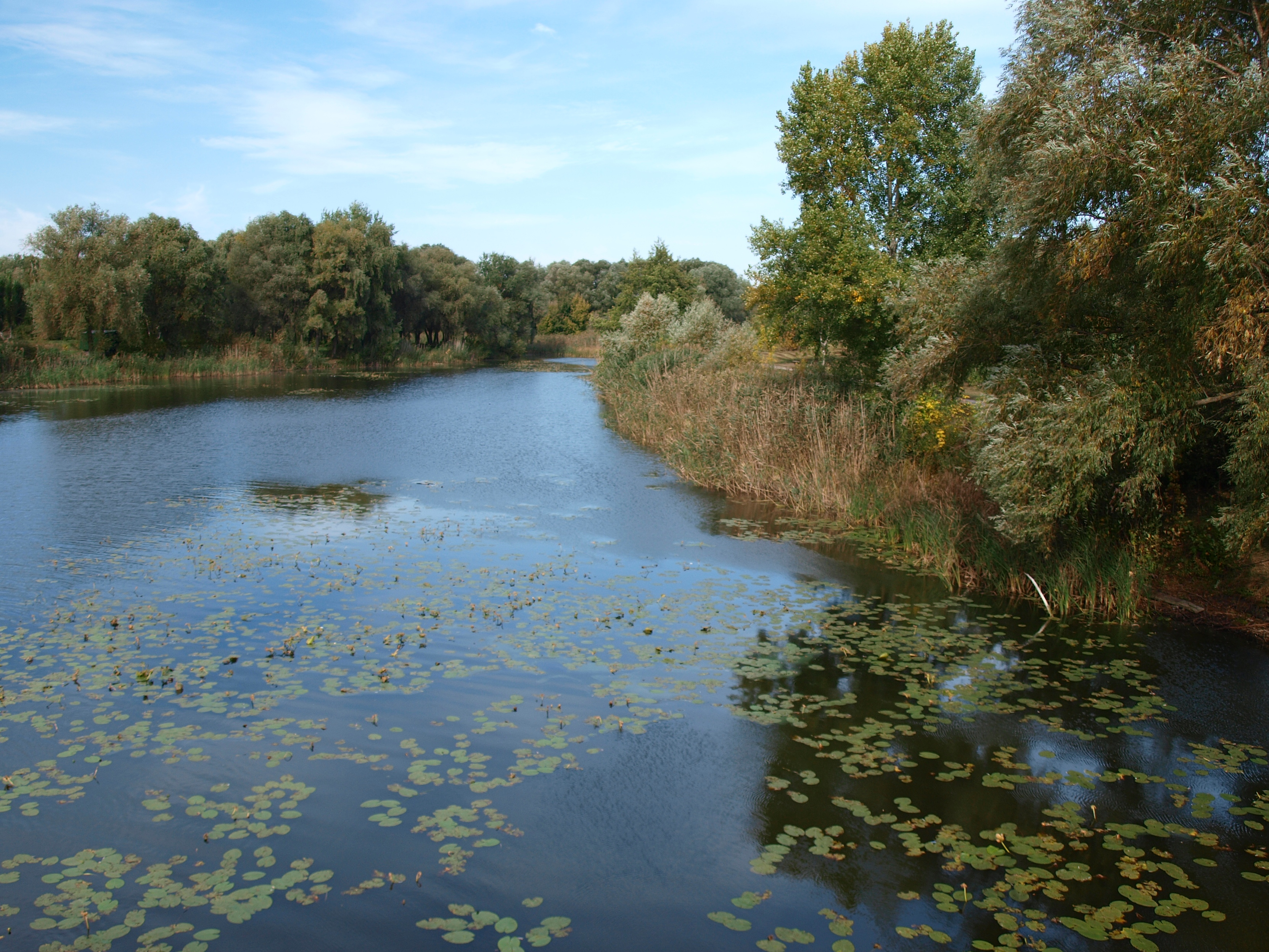
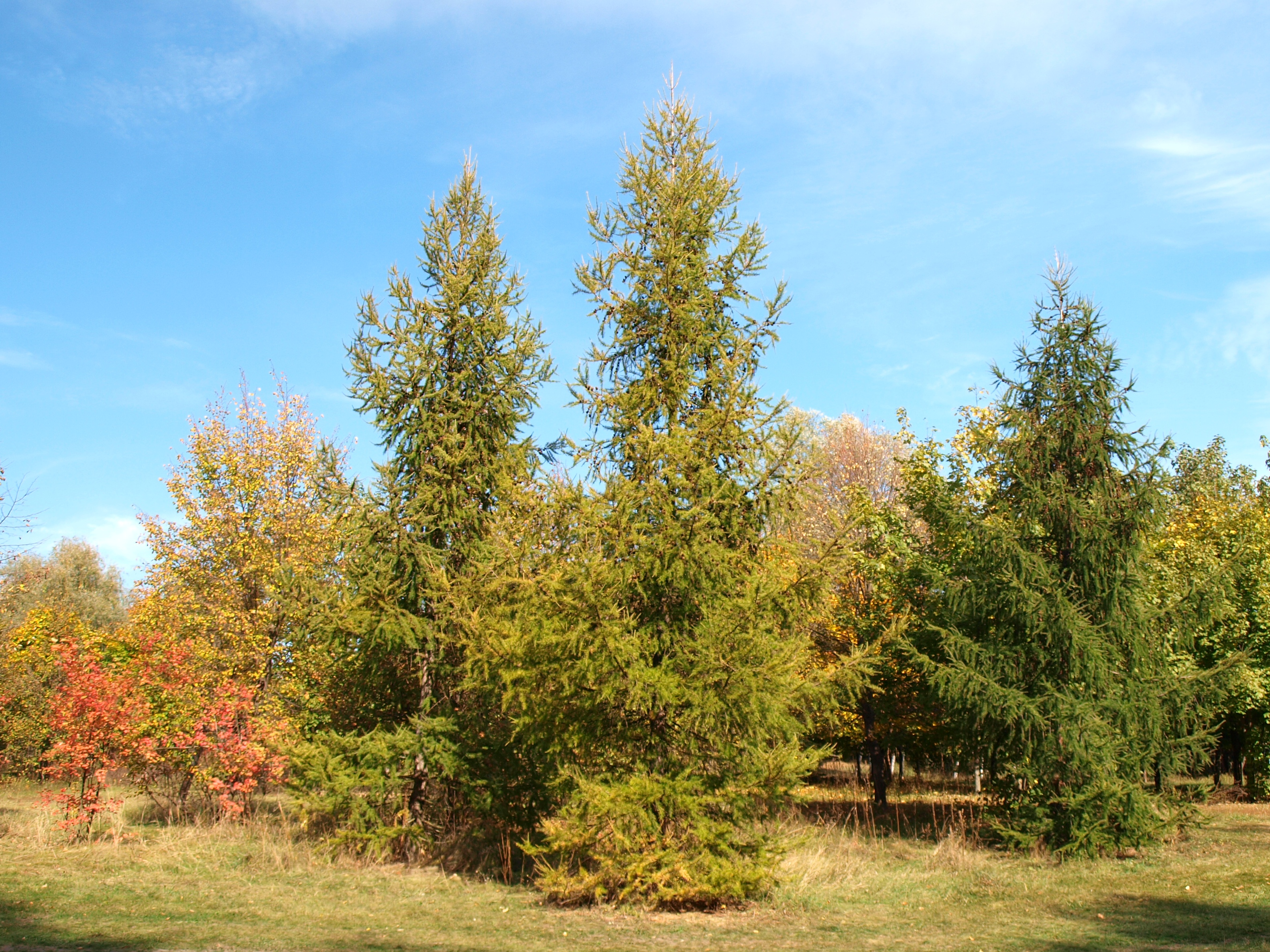